# Ignacio González Díaz
Ignacio González Díaz (Santiago de Chile, 1913 - f. ídem, 2006) fue un médico dermatólogo chileno, al que se le atribuye, junto al pediatra Pedro Cofré, el desarrollo y progreso de la Dermatología Infantil en Chile. Ambos se encargaron en Santiago de Chile de atender la Dermatología Infantil en los hospitales pediátricos Roberto del Río y Calvo Mackenna respectivamente.

## Biografía
Hijo de humildes inmigrantes provenientes de la provincia de Salamanca, España, pasó los primeros años de su vida en Santiago; realizando sus estudios escolares en el Liceo Valentín Letelier para posteriormente realizar estudios de Medicina en la Universidad de Chile, de la cual se recibió como Médico Dermatólogo y a la que prestaría servicios docentes más adelante.
Uno de sus hijos es también médico dermatólogo.

## Relevancia en el área de la dermatología infantil
En 1958, el Dr. González Díaz fue enviado por la Universidad de Chile a realizar dos tareas cruciales: crear la cátedra de pregrado y la atención dermatológica en el hospital Barros Luco (que significó posteriormente la creación del servicio de dermatología de dicho hospital), e iniciar la atención dermatológica en el Hospital Roberto del Río perteneciente a dicha universidad; fue, por tanto, el primer dermatólogo vinculado a un hospital pediátrico chileno. Desde aquella posición, contribuyó no solamente a formar residentes becarios de pediatría general y dermatología, sino a echar las bases de la dermatología infantil en Chile.
Falleció por causas naturales a la edad de 93 años.